# Shiroishi (Miyagi)
Shiroishi (jap. 白石市, -shi) ist eine Stadt in der Präfektur Miyagi auf Honshū, der Hauptinsel von Japan.

## Geographie
Shiroishi liegt nördlich von Fukushima und südlich von Sendai. Der Shiroishifluss mit seinen 69,7 km Gesamtlänge ist der bedeutendste Fluss im Stadtgebiet.

## Geschichte
- 1602 Katakura Kojūrō, ein Lehnsmann von Date Masamune bekam die Burg Shiroishi und die Verwaltung der Umgebung. In seiner Herrschaft entwickelte er die Infrastruktur der Stadt.
- 1954 schloss sich Shiroishi mit 10 umliegenden Dörfern zusammen.
- 1957 wurde auch das Dorf Obara mit seinen heißen Quellen eingemeindet.

## Verkehr
- Straße:
  - Tōhoku-Autobahn
  - Nationalstraße 4, nach Tokio bzw. Aomori
  - Nationalstraße 113,457
- Zug:
  - JR Tōhoku-Shinkansen: Bahnhof Shiroishi-Zaō
  - JR Tōhoku-Hauptlinie

## Sehenswürdigkeiten

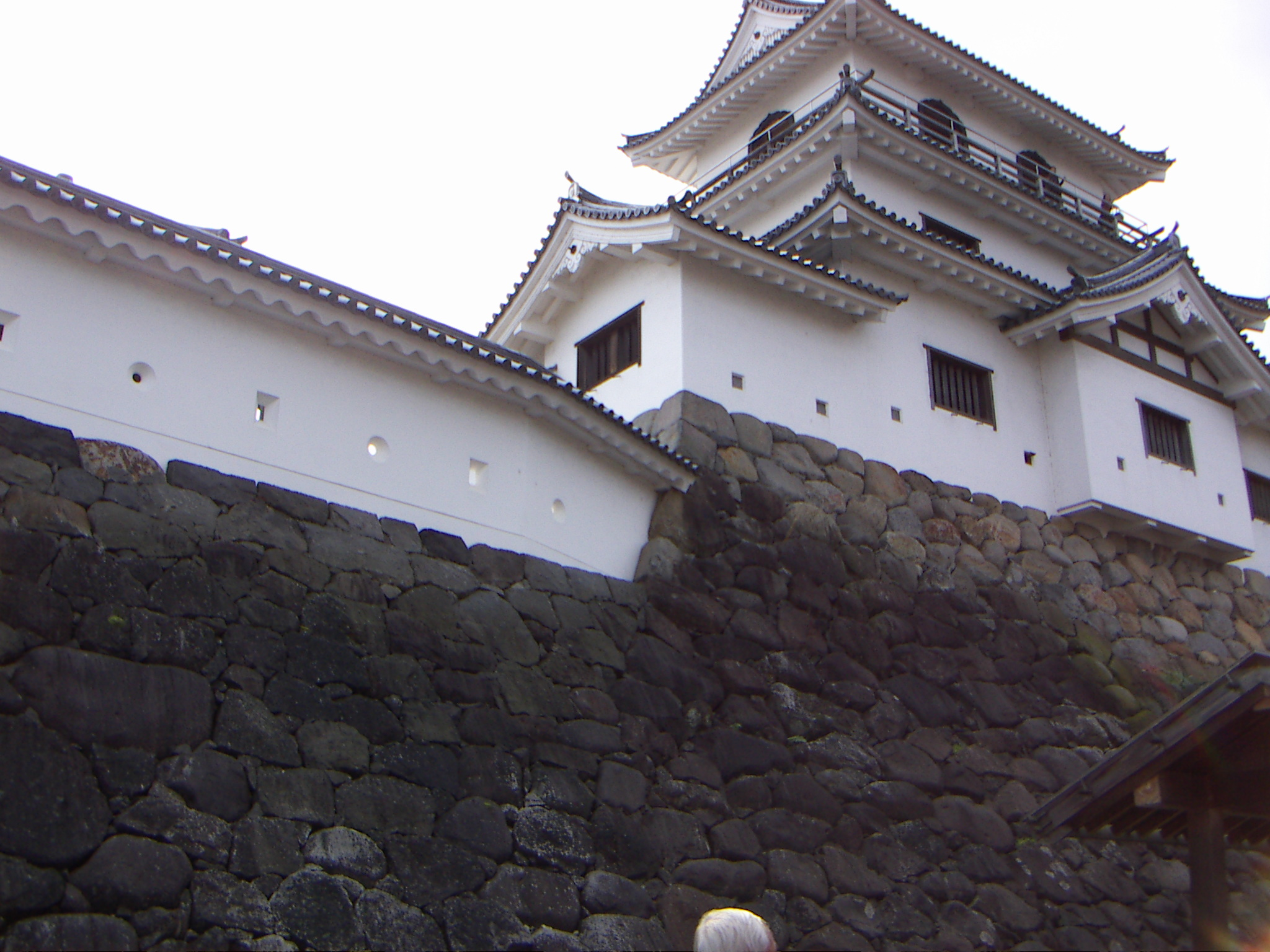
Burg Shiroishi

- Burg Shiroishi

## Angrenzende Städte und Gemeinden
- Kakuda
- Fukushima
- Date

## Städtepartnerschaft
- 1983 Noboribetsu, Hokkaidō, Japan
- 1991 Ebina, Kanagawa, Japan
- 1994 Hurstville City, Australien